# Solanum juzepczukii
Solanum juzepczukii là loài thực vật có hoa trong họ Cà. Loài này được Bukasov miêu tả khoa học đầu tiên năm 1929.